# Лоуренс, Уэнди Берриен
Уэ́нди Бе́рриен Ло́уренс (англ. Wendy Barrien Lawrence; род. 1959) — астронавт НАСА. Совершила четыре космических полёта на шаттлах: STS-67 (1995, «Индевор»), STS-86 (1997, «Атлантис»), STS-91 (1998, «Дискавери») и STS-114 (2005, «Дискавери»), кэптен ВМС США.

## Личные данные и образование
Уэнди Лоуренс родилась 2 июля 1959 года в городе Джэксонвилл, штат Флорида. В 1977 году окончила среднюю школу в городе Александрия, штат Виргиния. В 1981 году получила степень бакалавра в области машиностроения в Военно-морской Академии США, в городе Аннаполис, штат Мэриленд. В 1988 году получила степень магистра в области морского машиностроения в Массачусетском технологическом институте, в городе Кембридж, штат Массачусетс, как составляющую часть обучения, некоторые курсы прослушала в Океанографическом институте в Вудс-Холе.
Она любит бег, греблю, триатлон и садоводство. Радиолюбитель с позывным KC5KII. Её отец, вице-адмирал Уильям П. Лоуренс (в отставке), проживает в городе Кроунсвилле, штат Мэриленд. Её мать, Анна Хэйнс, проживает в городе Алвадор, штат Орегон.

## До НАСА
После окончания Военно-морской Академии США, в июле 1982 года с отличием окончила Лётное училище, стала морским лётчиком. Лоуренс имеет более 1 500 часов налёта на шести различных типах вертолётов и выполнила более 800 посадок на борта судов. Она была одной из первых двух женщин-пилотов вертолёта, кто прошёл службу в Индийском океане в составе боевой группы авианосителей. После завершения института, в 1988 году, она была назначена пилотом вертолёта в «противолодочную» эскадрилью.

## Подготовка к космическим полётам
В марте 1992 года был зачислена в отряд НАСА в составе четырнадцатого набора, кандидатом в астронавты. Стала проходить обучение по курсу Общекосмической подготовки (ОКП). По окончании курса, в июле 1993 года получила квалификацию «специалист полёта» и назначение в Офис астронавтов НАСА.

## Полёты в космос
- Первый полёт — STS-67[4], шаттл «Индевор». Со 2 по 18 марта 1995 года, на то время — самый длительный полёт шаттла, в качестве специалиста полёта. Экипажем проводились работы в космической обсерватории многоразового использования ASTRO-2. Астронавты благополучно приземлились на авиабазе Эдвардс в Калифорнии. Продолжительность полёта составила 16 суток 15 часов 8 минут[5].
- Второй полёт — STS-86[6], шаттл «Атлантис». C 26 сентября по 6 октября 1997 года, в качестве специалиста полёта. В программу полёта STS-86 входило проведение седьмой стыковки шаттла с российской орбитальной станцией «Мир», доставка и возвращение грузов, выполнение различных экспериментов[7].Продолжительность полёта составила 10 суток 19 часов 21 минуту[8].
- Третий полёт — STS-91[9], шаттл «Дискавери». Со 2 по 12 июня 1998 года в качестве «специалиста полёта». STS-91 стал последним полётом шаттла к орбитальному комплексу «Мир» по программе «Мир — Шаттл»[10]. Помимо проведения девятой и последней стыковки шаттла с российским орбитальным комплексом, программа полёта STS-91 предусматривала доставку и возвращение грузов, выполнение различных экспериментов[11]. Грузовой отсек «Дискавери» был скомпонован не так, как обычно. В его передней части была установлена внешняя шлюзовая камера, наверху которой размещалась стыковочная система шаттла ODS со стыковочным агрегатом типа АПАС. За шлюзовой камерой был установлен туннельный адаптер с люком для выхода в открытый космос. От него в направлении к одинарному модулю Spacehab SM шёл переходный туннель. В нескольких предыдущих полётах использовался двойной модуль Спейсхэб, но на этот раз он бы не уместился, потому что за модулем в грузовом отсеке была установлена поперечная ферма, на которой был размещён спектрометр AMS. Продолжительность полёта составила 9 суток 19 часов 55 минут.[12].

- Четвёртый полёт — STS-114[13], шаттл «Дискавери». C 26 июля по 9 августа 2005 года, в качестве специалиста полёта. Цель экспедиции обозначена как «Возвращение к полётам». Это первый полёт шаттла после катастрофы «Колумбии» в 2003 году. Задачи экспедиции: проверка новых систем безопасности шаттла, доставка продовольствия и воды для экипажа МКС, проверка возможности ремонта повреждения тепловой защиты крыльев шаттлов, замена вышедшего из строя гиродина и установка внешней складской платформы ESP-2 на шлюзовую камеру «Квест». «Дискавери» доставил на МКС около 8 240 кг грузов в многоцелевом грузовом модуле «Раффаэлло» и вернул с МКС на Землю около 8 956 кг отработанных материалов. По результатам обследования «Дискавери» на орбите выявлено около 25 повреждений («сколов») термозащиты корабля. По заявлению НАСА, нормой является 145—150 сколов за один старт. Продолжительность полёта составила 13 суток 21 час 32 минуты[14].

Общая продолжительность полётов в космос — 51 день 3 часа 56 минут.

## После полётов
19 августа 1998 года, оставаясь астронавтом НАСА, стала заместителем директора Отдела стратегии и планов в Директорате перспективных систем и технологий Национального разведывательного управления США (это Управление отвечает за ведение спутниковой фото-разведки). В июне 2006 года покинула отряд астронавтов и уволилась из НАСА.

## Награды и премии
Награждена: Медаль «За космический полёт» (1995, 1997, 1998 и 2005), Медаль «За отличную службу» (США), Медаль «За похвальную службу» (США) и многие другие.